# Christina Scott

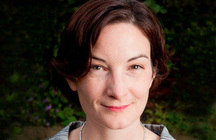
Christina Scott

Christina Martha Elena Scott CMG (* 25. Dezember 1974) ist eine britische Beamtin und Diplomatin. Sie war vom 23. Juli 2013 bis zum 17. August 2017 Gouverneurin von Anguilla und war die erste Frau in diesem Amt.

## Laufbahn
Scott war Schülerin der Francis Holland School, Clarence Gate, und studierte am Christ Church College der University of Oxford.
Nach verschiedenen Postgradiertenstellen von 1996 bis 1999 arbeitete sie von 1999 bis 2000 im Büro des Generaldirektors für Umwelt bei der Europäischen Kommission. Von 2000 bis 2001 war sie Leiterin der Arbeitsgruppe für die EU-Erweiterung, Bereich Transport. Danach war Scott von 2001 bis 2003 stellvertretende Direktorin im Europasekreteriat des Cabinet Office. Von 2003 bis 2004 war sie stellvertretende Direktorin der Arbeitsgruppe Corporate and Private Finance beim HM Treasury (Finanz- und Wirtschaftsministerium). Es folgte von 2004 bis 2005 eine Tätigkeit als Vizedirektorin West Midlands and South West beim Department for Transport (Verkehrsministerium). Ab 2005 bis 2006 wurde Scott Principal Private Secretary to the Secretary of State, Department for Transport. In den Jahren 2006 bis 2009 bekleidete Scott den Posten der Private Secretary des Premierministers des Vereinigten Königreichs in 10 Downing Street. Von 2009 bis 2013 war sie Direktorin des Civil Contingencies Secretariat im Cabinet Office.
Im Sommer 2013 wechselte Scott zum Foreign, Commonwealth and Development Office in den diplomatischen Dienst als Gouverneurin von Anguilla. Sie bekleidete dieses Amt vom 23. Juli 2013 bis zum 17. August 2017. Danach wechselte sie zur Britischen Botschaft in Peking, wo sie von September 2018 bis Juli 2022 stellvertretende Botschafterin war. Seit Oktober 2022 ist sie Gesandte und stellvertretende Hochkommissarin für Indien bei der britischen High Commission in Neu-Delhi.

## Auszeichnungen
2021 wurde sie für ihren Dienst in der britischen Außenpolitik im Rahmen der New Year Honours zum Companion of the Order of St Michael and St George (CMG) ernannt.

## Privates
Scott heiratete 2005 den Beamten Chris Martin (1973–2015). 2011 trennten sich beide, die Ehe wurde später geschieden. Die Ehe blieb kinderlos.